# Теорема про перетин хорд

Теорема про відрізки хорд, або просто Теорема хорд - це твердження в елементарній геометрії, яке описує співвідношення чотирьох відрізків ліній, створених двома хордами, що перетинаються в колі. В теоремі доводиться, що добутки довжин відрізків ліній на кожній хорді рівні. Це 35 твердження з книги  Начала Евкліда
Точніше, для двох хорд AC і BD, що перетинаються в точці S, виконується така рівність:
{\displaystyle |AS|\cdot |SC|=|BS|\cdot |SD|}
Обернене також справедливе, тобто якщо для двох відрізків прямих AC і BD, що перетинаються в точці S, виконується наведена вище рівність, тоді їх чотири кінцеві точки A, B, C і D лежать на спільному колі. Або іншими словами, якщо діагоналі чотирикутника ABCD перетинаються в точці S і виконують наведену вище рівність, то це вписаний чотирикутник .
Значення двох добутків в теоремі хорд залежить лише від відстані точки перетину S від центру кола і називається абсолютним значенням степені S, більш того, можна стверджувати, що:
{\displaystyle |AS|\cdot |SC|=|BS|\cdot |SD|=r^{2}-d^{2}}
де r - радіус кола, а d - відстань між центром кола і точкою перетину S. Ця властивість випливає безпосередньо із застосування теореми хорд до третьої хорди, що проходить через S і центр кола M (див. креслення).
Теорему можна довести за допомогою подібних трикутників (за допомогою теореми про вписаний кут). Розглянемо кути трикутників ASD і BSC :
{\displaystyle \angle ADS=\angle BCS\,} (кути, які спираються на хорду AB)
{\displaystyle \angle DAS=\angle CBS\,} (кути, які спираються на хорду CD)
{\displaystyle \angle ASD=\angle BSC\,} (вертикальні кути)
Це означає, що трикутники ASD і BSC подібні і тому
{\displaystyle {\frac {AS}{SD}}={\frac {BS}{SC}}\Leftrightarrow |AS|\cdot |SC|=|BS|\cdot |SD|}
Поряд з теоремою про січну і дотичну і теоремою про дві січні, теорема про хорди, що перетинаються представляє один з трьох основних випадків більш загальної теореми про дві прямі і коло, що перетинаються - теореми про степінь точки

## Зовнішні посилання
- Intersecting Chords Theorem [Архівовано 31 грудня 2020 у Wayback Machine.] at cut-the-knot.org
- Intersecting Chords Theorem at proofwiki.org
- Two interactive illustrations:  [Архівовано 21 січня 2021 у Wayback Machine.] and  [Архівовано 21 січня 2021 у Wayback Machine.]